# Karol Fryderyk Otremba
Karol Fryderyk August Otremba (ur. 11 listopada 1800 w Schönwitz w powiecie Niemodlińskim (niem. Landkreis Falkenberg O.S.), zm. 2 grudnia 1876 w Krakowie) – pastor ewangelicki, doktor filozofii, germanista, wykładowca na Uniwersytecie Jagiellońskim.
Pastor, senior zboru ewangelickiego na Galicję Zachodnią, germanista, doktor filozofii. W latach 1832–1860 wykładowca na Uniwersytecie Jagiellońskim. Pośrednik między kulturą niemiecką i polską w Krakowie. Pochowany został na cmentarzu Rakowickim w kwaterze Ad.